# Stasys Šaparnis
Stasys Aloizovič Šaparnis (in russo Стасис Алоизович Шапарнис?, Stasis Aloizovič Šaparnis; Panevėžys, 2 ottobre 1939) è un ex pentatleta sovietico.

## Palmarès
In carriera ha conseguito i seguenti risultati:
- Giochi olimpici:

Città del Messico 1968: argento nel pentathlon moderno a squadre.
- Mondiali:

Melbourne 1966: argento nel pentathlon moderno a squadre.
Jönköping 1967: argento nel pentathlon moderno individuale e bronzo a squadre.
Budapest 1969: oro nel pentathlon moderno a squadre.
Warendorf 1970: argento nel pentathlon moderno a squadre.